# Histrionische Persönlichkeitsstörung
Die histrionische Persönlichkeitsstörung (HPS) ist gekennzeichnet durch egozentrisches, dramatisch-theatralisches, manipulatives und extravertiertes Verhalten. Typisch sind extremes Streben nach Beachtung, übertriebene Emotionalität und eine Inszenierung sozialer  Interaktion. Die HPS wird daher zu den „dramatisch-emotionalen Persönlichkeitsstörungen“ in Cluster B gezählt.
Ihre Häufigkeit beträgt etwa 0,83 Prozent in der Allgemeinbevölkerung. Es gibt einen Altershöhepunkt zwischen 18 und 29 Jahren mit einer darauffolgenden altersabhängigen Abnahme.

## Begriffsgeschichte
Das Adjektiv histrionisch ist eine deutsche Wortbildung aus dem Substantiv lateinisch histrio, das eine aus der etruskischen Sprache entlehnte Bezeichnung für einen Schauspieler im antiken Rom war. Das auch aus englisch histrionic abgeleitete Wort bedeutet in diesem Zusammenhang schauspielerisch, theatralisch und affektiert. Das Substantiv Histrioniker bezeichnet demnach einen Menschen, der solche Verhaltensweisen aufweist.
Die Bezeichnung histrionische Persönlichkeitsstörung wurde 1980 im DSM-III eingeführt. Damit ist die HPS aus dem nur noch von der psychoanalytischen Schule verwendeten Begriff Hysterie herausgelöst und von der Konversionsstörung abgetrennt worden. Diese neue Begrifflichkeit hat sich als nötig erwiesen, da der Begriff Hysterie heute in der medizinischen Fachsprache als veraltet gilt und ihm ein abwertender Klang anhaftet.

## Beschreibung
Das Störungsbild ist gekennzeichnet durch eine übertriebene, labile Emotionalität und ein übermäßiges Bedürfnis nach Aufmerksamkeit, Wichtigkeit, Bestätigung sowie Solidarität und Verlässlichkeit. Weitere Merkmale sind Selbstbezogenheit (Motive, Wahrnehmung, Denken, Handeln), leichte Verletzbarkeit der Gefühle und manipulatives Verhalten. Auch sexuell provokantes und verführerisches Auftreten ist oft für das klinische Bild kennzeichnend, das zuweilen eine große Nähe zu verdecktem, verletzlichem Narzissmus aufweist, der nicht selten als Komorbidität zu diagnostizieren ist.
Fallschilderungen beschreiben die (trotz häufig theatralischer Schilderung oder Darstellung) oberflächlich anmutende Präsentation von Gefühlen im Kontakt, verbunden mit unerwarteten und spontanen Wechseln, die für Gesprächspartner nur schwer nachvollziehbar sind und zudem mit einer geringen Spannungs- und Frustrationstoleranz einhergehen, die auf unmittelbare Bedürfnisbefriedigung ausgerichtet ist. „Bereits geringfügige Anlässe führen zu extrem anmutenden Gefühlsveränderungen, die ihrerseits eine Veränderung des affektiven Erlebens, kognitiven Urteilens und Handelns anderer in der Situation mitbewirken“.
Histrionische Merkmale im klinisch nicht auffälligen Bereich stehen in Verbindung mit Kreativität. So haben Personen mit histrionischer Tendenz eine bessere Fähigkeit zu divergentem Denken.

## Diagnostik
Als Diagnoseinstrument kann neben gründlicher Anamnese und strukturiertem Interview das Hypochondrie-Hysterie-Inventar (HHI) eingesetzt werden. Mithilfe dieses Testverfahrens können interaktionelle Besonderheiten wie Extravertiertheit, Ungezwungenheit und Kontaktfreudigkeit bzw. in Stress-Situationen Schuldabwehr, Selbstmitleid oder aggressives Verhalten aufgezeigt werden.

### Nach ICD-10
Nach ICD-10 müssen mindestens vier der folgenden Eigenschaften oder Verhaltensweisen vorliegen:
1. Dramatische Selbstdarstellung, theatralisches Auftreten oder übertriebener Ausdruck von Gefühlen;
2. erhöhte Suggestibilität, leichte Beeinflussbarkeit durch Andere oder durch Ereignisse (Umstände);
3. oberflächliche, labile Affekte;
4. ständige Suche nach aufregenden Erlebnissen und Aktivitäten, in denen die Betreffenden im Mittelpunkt der Aufmerksamkeit stehen;
5. unangemessen verführerisch in Erscheinung und Verhalten;
6. übermäßige Beschäftigung damit, äußerlich attraktiv zu erscheinen.

Egozentrik, Selbstbezogenheit, dauerndes Verlangen nach Anerkennung, fehlende Bezugnahme auf andere, leichte Verletzbarkeit der Gefühle und andauerndes manipulatives Verhalten ergänzen das klinische Bild – diese Verhaltensweisen sind aber für die Diagnose nicht erforderlich.

### Nach DSM-5
Nach DSM-5 ist die HPS charakterisiert durch ein tiefgreifendes Muster übermäßiger Emotionalität oder Strebens nach Aufmerksamkeit. Der Beginn liegt im frühen Erwachsenenalter, und das Muster zeigt sich in verschiedenen Situationen. Mindestens fünf der folgenden Kriterien müssen erfüllt sein:
1. Fühlt sich unwohl in Situationen, in denen er/sie nicht im Mittelpunkt der Aufmerksamkeit steht.
2. Die Interaktion mit anderen ist oft durch ein unangemessen sexuell-verführerisches oder provokantes Verhalten charakterisiert.
3. Zeigt rasch wechselnden und oberflächlichen Gefühlsausdruck.
4. Setzt durchweg die körperliche Erscheinung ein, um die Aufmerksamkeit auf sich zu lenken.
5. Hat einen übertrieben impressionistischen, wenig detaillierten Sprachstil.
6. Zeigt Selbstdramatisierung, Theatralik und übertriebenen Gefühlsausdruck.
7. Ist suggestibel (d. h. leicht beeinflussbar durch andere Personen oder Umstände).
8. Fasst Beziehungen enger auf, als sie tatsächlich sind.

## Differentialdiagnose
Hilfe wird im Allgemeinen nicht wegen HPS aufgesucht, sondern wegen Depressionen oder dissoziativer Störungen (auch als Konversionsstörung bezeichnet). Die Beschwerden können Organbeschwerden ähnlich sein, die bis zu Blindheit oder Lähmungen reichen. Da die Beschwerden subjektiver Natur sind, kann es zu Fehldiagnosen kommen. Dabei ist in der diagnostischen und therapeutischen Interaktion zu berücksichtigen, dass es sich bei dissoziativen Störungen nicht um Simulation oder bewusstes Agieren handelt. Auch psychosomatische Beschwerden, die persönlichkeits- und störungsunabhängig auftreten und Reaktionen auf verschiedene innerpsychische Konflikte sein können, sind hiervon zu trennen. Depressive Beschwerden werden wiederum im Rahmen des histrionischen Erlebens mit dem Ziel eines sekundären Krankheitsgewinns verarbeitet.
Es kann vorkommen, dass bei Histrionikern aufgrund ihres manipulativen bzw. provokanten Verhaltens fälschlicherweise eine ADHS (Aufmerksamkeitsdefizit-/Hyperaktivitätsstörung) diagnostiziert und in der Folge eine bei HPS kontraindizierte Behandlung mit Methylphenidat (z. B. Ritalin) eingeleitet wird. Eine solche Fehldiagnose kann auch bei einer möglichen narzisstischen Auslenkung der HPS oder einer narzisstischen Komorbidität geschehen, da in beiden Fällen eine mangelnde Fähigkeit oder Bereitschaft zum Zuhören bestehen kann. Selbiges gilt bei dissoziativen Bewusstseinsstörungen (dissoziatives Vergessen, dissoziative Schwerhörigkeit). Da auch Kinder häufig schon im Schulalter deutliche histrionische Auslenkungen zeigen können, ist bei ihnen eine besondere Gefahr der Fehldiagnose gegeben.

## Therapie
Histrioniker sind schwer zu behandeln: Sie können ihr Verhalten nur langsam und schwer ändern; ihnen fehlt oftmals die nötige Einsicht. Sie können manipulierend auf ihren Therapeuten einwirken und somit die Behandlung in eine falsche Richtung lenken. Dieser sollte dem Patienten die psychische Ursache seiner Beschwerden verdeutlichen und dynamisch und unterstützend auf ihn einwirken. Hierbei ist eine klare Begrenzung des Patienten hinsichtlich seiner manipulativen Verhaltensweisen sinnvoll.

Bei gleichzeitig vorhandener depressiver Symptomatik wird die Verwendung von SSRI empfohlen.